# Masjaf
Masjaf (též Masyaf, persky مصياف‎) je zřícenina hradu v západní části Sýrie, u kterého stojí stejnojmenný hrad.

## Historie
Historie hradu se datuje k Byzantské říši, kde sloužil na ochranu obchodních cest. Základy hradu jsou byzantské, později však byly rozšiřovány asasíny, mamlúky a osmanskými Turky. Od roku 1141 se hrad stal majetkem asasínů, a zároveň jejich druhou nejdůležitější pevností. Město poté sloužilo jako hlavní sídlo asasínů v Sýrii (hlavní sídlo všech asasínů byl Alamút, nacházející se v Persii) až do 13. století. V roce 1273 přepadl pevnost mamlúk Bajbars, který zde nechal asasíny žít pod svou ochranou. V roce 1830 tudy cestovala osmanská expedice, která způsobila škody na hradu.
Od roku 2000 je hrad restaurován Agou Khanem v programu Aga Khan Trust for Culture Historic Cities Support Programme.